# Berlin (Dakota du Nord)
Pour les articles homonymes, voir Berlin (homonymie).
Berlin est une ville située dans le comté de LaMoure, dans l’État américain du Dakota du Nord. Lors du recensement de 2010, sa population s’élevait à 34 habitants.

## Histoire
Berlin a été fondée en 1887.

## Démographie
| 1910 | 1920 | 1930 | 1940 | 1950 | 1960 |
| ---- | ---- | ---- | ---- | ---- | ---- |
| 137  | 130  | 135  | 132  | 124  | 78   |

| 1970 | 1980 | 1990 | 2000 | 2010 | - |
| ---- | ---- | ---- | ---- | ---- | - |
| 76   | 57   | 38   | 35   | 34   | - |

## Source
- (en) Cet article est partiellement ou en totalité issu de l’article de Wikipédia en anglais intitulé « Berlin, North Dakota » (voir la liste des auteurs).